# In Nomine
Pour les articles homonymes, voir In Nomine (homonymie).

In Nomine est un jeu de rôle américain créé par Derek Pearcy et publié en 1997 par Steve Jackson Games. Basé sur le jeu français In Nomine Satanis/Magna Veritas (INS/MV), son adaptation amène de très larges différences d'ambiance et d'univers. Les personnages-joueurs y incarnent le plus souvent des anges et des démons dans un monde surtout inspiré de la mythologie chrétienne. In Nomine a remporté l'Origins Award pour la meilleure présentation graphique d'un jeu de rôle, scénario ou supplément de 1997.

## Univers
Le jeu combine surnaturel et réalité quotidienne, avec des campagnes qui souvent se déroulent dans le monde moderne. Des créatures surnaturelles prennent forme humaine (ou une autre apparence discrète) pour arriver à leurs fins. L'Enfer et le Paradis sont au fil du temps arrivés à une sorte de guerre froide. Cependant, certaines campagnes isolées sont centrées sur le combat et le combat direct, mais les anges et les démons luttent le plus souvent indirectement, en essayant d'attirer les humains vers eux. Coûteuses, les hostilités ouvertes sont rarement l'option la plus efficace dans ce jeu. Ainsi, In Nomine emprunte aux thèmes du théâtre de moralité, en plus des thèmes habituels du jeu de rôle.
Les anges comme les démons, appelés les célestes, sont répartis en différents chœurs (pour les anges) et groupes (pour les démons). Les thèmes musicaux sont très présents dans le jeu. Par exemple, la création dans son ensemble est appelée la Symphonie, et les pouvoirs célestes sont répartis entre résonances, accords, et chansons. Chaque chœur ou groupe a une résonance qui lui est propre.
Un céleste a généralement aussi deux jeux de conditions de dissonance, qui déterminent la façon dont ils obtiennent des notes de dissonance. Un jeu vient du chœur ou du groupe auquel il appartient, l'autre vient du mot qu'il sert. S'il viole ces conditions, le céleste rejette son identité (pour les démons) ou bien sa place dans la symphonie (pour les anges), ce qui se manifeste par la dissonance. La dissonance handicape les capacités d'un céleste de plusieurs façons, et est liée à une angoisse spirituelle. Par exemple, les Seraphim détectent les mensonges grâce à leur résonance, et ne peuvent eux-mêmes mentir sans trahir leur nature, ce qui leur apporte de la dissonance. Obtenir des notes de dissonance les gêne dans l'emploi de leur résonance. Ainsi, à partir du moment où un ange commence à s'éloigner de la symphonie, il court le risque d'entrer dans un cercle vicieux qui l'éloigne de plus en plus de sa nature angélique, et le rapproche de la chute. Les groupes démoniaques n'ont généralement pas ce problème : pour qu'un démon se rachète, il faut le plus souvent une intervention d'un supérieur, alors qu'un ange peut chuter spontanément par ses propres actes.
La plupart des anges et des démons travaillent pour l'un des treize archanges ou l'un des quatorze princes-démons principaux. Ces supérieurs sont des célestes, chacun est lié à un mot puissant, ou un concept fondamental. Tous les célestes liés à un mot ne sont pas des supérieurs ; seuls les plus importants, les plus puissants et les plus érudits obtiennent le statut de supérieurs. Par exemple, Michael est l'archange de la guerre, alors que Doxas, l'ange de la gloire, est son lieutenant, et n'a ni le titre ni les responsabilités d'un archange. L'archange ou le prince pour lequel travaille un personnage détermine sa nature, sa personnalité, ses capacités et ses restrictions autant que son chœur ou son groupe. Les mots peuvent changer subtilement quand un prince-démon se repent ou qu'un archange chute : par exemple, Andrealphus, le prince-démon du désir, était autrefois l'archange de l'amour. Le Paradis comme l'Enfer sont divisés sur de nombreux sujets importants. Par exemple, l'attitude agressive de Michael vis-à-vis de l'Enfer diffère de celle de Novalis, le pacifique archange des fleurs, et de celle de Jean, archange de la foudre, qui favorise une approche intermédiaire entre ces deux extrêmes. La plupart des archanges ne favorisent pas une religion en particulier, mais Dominique, archange du jugement, et Laurence, archange de l'épée, soutiennent activement le catholicisme, pendant que Khalid, archange de la foi, est musulman.
Les auteurs du jeu ne précisent pas quels sont les gentils et les méchants. Il est aussi bien possible de jouer des guérilleros basés en Enfer, qui se battent contre l'oppression angélique, que des anges qui essaient de développer la bonté des hommes. Pour prendre en compte ces deux perspectives, les suppléments du jeu décrivent souvent un univers moralement gris, où des anges et des démons travaillent parfois ensemble pour un bénéfice commun. L'Enfer comme le Paradis hébergent de nombreux manipulateurs politiques et de puissantes polices secrètes.
Certains  suppléments permettent de jouer des humains normaux ou dotés de pouvoirs, et des esprits éthérés nés des rêves.

## Système de règles
Le mécanisme de base du système est le d666, semblable à celui utilisé dans INS/MV. Le d666 est obtenu en lançant trois dés à six faces ; les deux premiers sont ajoutés et comparés à un nombre pour déterminer si on a une réussite ou un échec, et le troisième dé détermine l'ampleur de l'échec ou de la réussite. Les résultats 111 et 666 indiquent une intervention respectivement divine ou infernale, généralement un succès ou un échec spectaculaire. Un 111 est une réussite critique pour un ange et un échec critique pour un démon, et vice-versa pour le 666.

### GURPS
GURPS In Nomine est une adaptation de l'univers d'In Nomine pour la troisième édition de GURPS.